# Chiesa della Natività di Maria Vergine (Alzano Lombardo)
La chiesa della Natività di Maria Vergine è un luogo di culto cattolico della frazione Monte di Nese di Alzano Lombardo, in provincia di Bergamo, in via Bracc.

## Storia

### Chiesa antica
La presenza di una piccola cappella votiva sul territorio della frazione, era indicata già nel Trecento. La piccola chiesa era in stile gotico con l'abside inizialmente rivolta a est. Con la riedificazione del 1510, fu modificato l'asse di orientamento e l'abside fu girato verso nord. L'edificio aveva un'unica navata divisa da tre campate.

Nel 1444 il vescovo Polidoro Foscari la intitolò alla Natività di Maria erigendola a parrocchia e staccandola da quella di Nese. Gli atti della visita pastorale di san Carlo Borromeo del 1575 la descrivono arredata di cinque altari, invitando a eliminarne uno perché in cattive condizioni. L'interno era affrescato con le pitture di Antonio Marinoni poi strappate econservate nella nuova chiesa. I documenti descrivono anche un polittico opera Cinquecenteca riconducibile alla bottega dei Marinoni e non a Jacopo Gavasio di Poscante come si era ritenuto per molto tempo. Alla sinistra della chiesa vi era il campanile Quattrocentesco poi rialzato nel 1856.

### Chiesa del XIX secolo
Il primo dicembre 1880 la comunità ricevette la visita pastorale del vescovo Gaetano Camillo Guindani, il quale dichiarò che l'antica chiesa era inadatta e insufficiente per la frazione. Nacque così l'idea di edificare un nuovo edificio religioso, da edificare in prossimità di quello vecchio. Fu incaricato del progetto nel dicembre del 1881, l'architetto Elia Fornoni. I lavori di costruzione iniziarono nel 1892 terminando nel 1895 con la consacrazione il 22 novembre 1895 proprio dal vescovo Guidani.
Nel XXI secolo, l'edificio presentò problemi di stabilità e di pericolosità e il sindaco di Alzano Lombardo il 13 maggio 1961 impose con un'ordinanza la chiusura dell'aula. Furono eseguiti lavori di consolidamento delle opere murarie mediante l'uso di catene d'acciaio. Nel 1982, malgrado un rifacimento della copertura del terro eseguita nel 1979, l'aula presentava nuovi problemi con infiltrazioni d'acqua che causarono la caduta di stucchi e che obbligarono il parroco a chiudere di nuovo l'edificio ai fedeli. Nel 1988 il parroco Giuseppe Premarini fece realizzare nuovi lavori di consolidamento e di adeguamento atti a ridare nuovamente agibilità all'aula per le funzioni liturgiche.

## Descrizione
La chiesa fu progettata dal Fornoni in stile neoclassico con pianta a croce greca. Erano previste colonne corinzie e una calotta emisferica centrale. Purtroppo furono molti i rimaneggiaemtni compiuti in corso d'opera che penalizzarono il progetto originario. 
Pala dei Marinoni Quattro semicolonne e due lesene laterali, sostengono la trabeazione posta sulla facciata principale non mantengono la proposta palladiana del progetto originario.
L'interno a un'unica navata, ha finiture in finto marmo sia nella colonne che nelle lesene che sorreggono la trabeazione interna. I quattro pennacchi della cupola centrale, presentano affreschi di Giuseppe Riva realizzati nel 1889. Il presbiterio conserva gli affreschi raffiguranti Assunzione di Maria, apostoli e santi, opera dei Marinoni strappati della chiesa primaria, e il polittico della Madonna sempre opera marinoniana conservato nella sagrestia